# 益子英明
益子 英明（ましこ ひであき、1953年4月8日 - ）は、日本の政治家、茨城県大子町長（第15代）、同町議会議長（第31代）。

## 来歴
茨城県大子町出身。駒澤大学卒業。大子町議会議員、2009年に同町議会議長。2010年12月の大子町長選挙で、2期目を目指した現職の綿引久男を60票差で破り初当選。
2014年12月の選挙で、元職の綿引久男に敗れる。
2018年12月の選挙で、再び立候補するも落選。高梨哲彦が当選。
県町村議長会副会長、大子造園土木会長、町森林組合理事などを歴任。